# Ichtyoselmis macrantha
Ichtyoselmis macrantha är en vallmoväxtart som först beskrevs av Daniel Oliver, och fick sitt nu gällande namn av M. Liden. Ichtyoselmis macrantha ingår i släktet Ichtyoselmis och familjen vallmoväxter. Inga underarter finns listade i Catalogue of Life.